# Rivière Coxipi
Rivière Coxipi är ett vattendrag i Kanada.   Det ligger i provinsen Québec, i den östra delen av landet, 1 400 km öster om huvudstaden Ottawa. Rivière Coxipi ligger på ön Île du Forgeron.
Omgivningarna runt Rivière Coxipi är i huvudsak ett öppet busklandskap. Trakten runt Rivière Coxipi är nära nog obefolkad, med mindre än två invånare per kvadratkilometer.